# Serie A (2008/2009)
Serie A 2008/2009 – 107. edycja najwyższej w hierarchii klasy mistrzostw Włoch w piłce nożnej, organizowanych przez Lega Nazionale. Rozpoczęły się 30 sierpnia 2008 roku o godzinie 18:00 meczem Udinese Calcio z US Palermo, a zakończyły się 31 maja 2009 roku. Terminarz został ustalony 25 lipca 2008 roku. Tytuł mistrzowski obronił Inter Mediolan. Do drugiej ligi spadły Torino FC, US Lecce i Reggina Calcio. Królem strzelców został Zlatan Ibrahimović, który zdobył 25 goli.

## Organizacja
Liczba uczestników pozostała bez zmian (20 drużyn). Chievo Verona, Bologna i Lecce awansowali z Serie B. Rozgrywki składały się z meczów, które odbyły się systemem kołowym u siebie i na wyjeździe, w sumie 38 rund: 3 punkty przyznano za zwycięstwo i po jednym punkcie w przypadku remisu. W przypadku równości punktów wyżej została sklasyfikowana drużyna, która uzyskała większą liczbę punktów i różnicę bramek zdobytych w meczach bezpośrednich (więcej goli), a jeśli nadal była sytuacja nierozstrzygnięta, to większa liczba punktów i różnica bramek zdobytych w końcowej klasyfikacji. Zwycięzca rozgrywek ligowych otrzymywał tytuł mistrza Włoch. Trzy ostatnie drużyny spadły bezpośrednio do Serie B.
Dwadzieścia klubów reprezentowało trzynaście różnych regionów. Najliczniej reprezentowanym regionem była Lombardia, skąd pochodziły Atalanta BC, Inter Mediolan oraz A.C. Milan. Z Piemontu, Ligurii, Toskanii i Lacjum były po dwa zespoły, natomiast Friuli-Wenecja Julijska, Wenecja Euganejska, Emilia-Romania, Kampania, Apulia, Kalabria i Sardynia liczyły po jednej drużynie.
Najwięcej klubów pochodziło z południowej części Włoch. Było to sześć drużyn – Cagliari Calcio, Calcio Catania, US Lecce, SSC Napoli, US Palermo oraz Reggina Calcio
Wszystkie mecze rozgrywane były nową piłką Nike T90 Omni.

## Drużyny
| Uczestnicy poprzedniej edycji                                                                                 | Uczestnicy poprzedniej edycji | Uczestnicy poprzedniej edycji | Uczestnicy poprzedniej edycji |
| --- | ----------------------------- | ----------------------------- | ----------------------------- |
| ATA | Atalanta                      | 9                             |                               |
| CAG | Cagliari                      | 14                            |                               |
| CTN | Catania                       | 17                            |                               |
| FIO | Fiorentina                    | 4                             |                               |
| GEN | Genoa                         | 10                            |                               |
| INT | Inter Mediolan                | 1                             |                               |
| JUV | Juventus                      | 3                             |                               |
| LAZ | Lazio                         | 12                            |                               |
| MIL | Milan                         | 5                             |                               |
| NAP | Napoli                        | 8                             |                               |
| PAL | Palermo                       | 11                            |                               |
| REG | Reggina                       | 16                            |                               |
| ROM | Roma                          | 2                             |                               |
| SAM | Sampdoria                     | 6                             |                               |
| SIE | Siena                         | 13                            |                               |
| TOR | Torino                        | 15                            |                               |
| UDI | Udinese                       | 7                             |                               |
| Spadek z poprzedniej edycji                                                                                   |                               |                               |                               |
| EMP | Empoli                        | 18                            |                               |
| PAR | Parma                         | 19                            |                               |
| LIV | Livorno                       | 20                            |                               |
| Awans z Serie B 2007/2008                                                                                     |                               |                               |                               |
| CHV | Chievo Verona                 | 1                             |                               |
| BOL | Bologna                       | 2                             |                               |
| LCE | Lecce                         | 3                             |                               |
| Oznaczenia: - kolumna pierwsza – skróty nazw drużyn, - kolumna trzecia – miejsce zajęte w poprzednim sezonie. |                               |                               |                               |

## Stadiony
|  | Miasto             | Stadion                           | Klub                  | Pojemność | Zdjęcie |
|  | ------------------ | --------------------------------- | --------------------- | --------- | ------- |
|  | Mediolan           | Stadio Giuseppe Meazza (San Siro) | Inter Mediolan, Milan | 80 074    |         |
|  | Rzym               | Stadio Olimpico                   | Roma, Lazio           | 72 698    |         |
|  | Neapol             | Stadio San Paolo                  | Napoli                | 60 240    |         |
|  | Florencja          | Stadio Artemio Franchi            | Fiorentina            | 47 282    |         |
|  | Udine              | Stadio Friuli                     | Udinese               | 41 652    |         |
|  | Bolonia            | Stadio Renato Dall'Ara            | Bologna               | 39 444    |         |
|  | Werona             | Stadio Marc’Antonio Bentegodi     | Chievo Verona         | 39 211    |         |
|  | Palermo            | Stadio Renzo Barbera              | Palermo               | 37 242    |         |
|  | Genua              | Stadio Luigi Ferraris             | Genoa, Sampdoria,     | 36 685    |         |
|  | Lecce              | Stadio Via del Mare               | Lecce                 | 33 876    |         |
|  | Turyn              | Stadio Olimpico di Torino         | Juventus, Torino      | 27 500    |         |
|  | Reggio di Calabria | Stadio Oreste Granillo            | Reggina               | 27 454    |         |
|  | Bergamo            | Stadio Atleti Azzurri d’Italia    | Atalanta              | 26 393    |         |
|  | Cagliari           | Stadio Sant’Elia                  | Cagliari              | 23 486    |         |
|  | Katania            | Stadio Angelo Massimino           | Catania               | 23 420    |         |
|  | Siena              | Stadio Artemio Franchi            | Siena                 | 15 373    |         |

## Prezydenci, trenerzy, kapitanowie i sponsorzy
| Zespół | Prezydent                  | Trener               | Kapitan              | Sponsor techniczny | Sponsor strategiczny                 |
| --- | -------------------------- | -------------------- | -------------------- | ------------------ | ------------------------------------ |
| Atalanta BC | Alessandro Ruggeri         | Luigi Delneri        | Cristiano Doni       | Asics              | Sit In Sport- Daihatsu               |
| Bologna FC 1909 | Francesca Menarini         | Daniele Arrigoni     | Marcello Castellini  | Macron             | Unipol                               |
| Cagliari Calcio | Massimo Cellino            | Massimiliano Allegri | Diego Luis López     | Umbro              | Tiscali                              |
| Calcio Catania | Antonino Pulvirenti        | Walter Zenga         | Davide Baiocco       | Legea              | Energia Siciliana                    |
| AC ChievoVerona | Luca Campedelli            | Giuseppe Iachini     | Sergio Pellissier    | Joma               | Paluani                              |
| ACF Fiorentina | Andrea Della Valle         | Cesare Prandelli     | Dario Dainelli       | Lotto              | Toyota                               |
| Genoa CFC | Enrico Preziosi            | Gian Piero Gasperini | Marco Rossi          | Erreà              | Eurobet                              |
| FC Internazionale Milano | Massimo Moratti            | José Mourinho        | Javier Zanetti       | Nike               | Pirelli                              |
| Juventus FC | Giovanni Cobolli Gigli     | Claudio Ranieri      | Alessandro Del Piero | Nike               | New Holland                          |
| SS Lazio | Claudio Lotito             | Delio Rossi          | Tommaso Rocchi       | Puma               | brak sponsora                        |
| US Lecce | Giovanni Semeraro          | Mario Beretta        | Andrea Zanchetta     | Asics              | Lachifarma                           |
| A.C. Milan | wakant                     | Carlo Ancelotti      | Paolo Maldini        | Adidas             | Bwin                                 |
| SSC Napoli | Aurelio De Laurentiis      | Edoardo Reja         | Paolo Cannavaro      | Diadora            | Lete                                 |
| US Città di Palermo | Maurizio Zamparini         | Stefano Colantuono   | Fabio Liverani       | Lotto              | brak sponsora                        |
| Reggina Calcio | Lillo Foti                 | Nevio Orlandi        | Francesco Cozza      | Onze               | Gicos                                |
| AS Roma | Rosella Sensi              | Luciano Spalletti    | Francesco Totti      | Kappa              | WIND                                 |
| UC Sampdoria | Riccardo Garrone           | Walter Mazzarri      | Angelo Palombo       | Kappa              | ERG                                  |
| AC Siena | Giovanni Lombardi Stronati | Marco Giampaolo      | Simone Vergassola    | Lotto              | Banca Monte dei Paschi di Siena      |
| Torino FC | Urbano Cairo               | Gianni De Biasi      | Alessandro Rosina    | Asics              | Reale Mutua, Beretta, Renault Trucks |
| Udinese Calcio | Franco Soldati             | Pasquale Marino      | Antonio Di Natale    | Lotto              | Dacia                                |
| Oznaczenia: - Jako sponsora technicznego należy rozumieć firmę, która dostarcza danemu klubowi sprzęt niezbędny do gry - Jako sponsora strategicznego należy rozumieć firmę, która reklamuje się na klatce piersiowej koszulki meczowej |                            |                      |                      |                    |                                      |

## Zmiany trenerów
| Klub            | Były trener         | Powód                     | Data odejścia    | Nowy trener          | Data zatrudnienia | Przypisy    |
| --------------- | ------------------- | ------------------------- | ---------------- | -------------------- | ----------------- | ----------- |
| Siena           | Mario Beretta       | Nie przedłużono kontraktu | 27 maja 2008     | Marco Giampaolo      | 27 maja 2008      | [ 2 ]       |
| Cagliari Calcio | Davide Ballardini   | Nie przedłużono kontraktu | 27 maja 2008     | Massimiliano Allegri | 29 maja 2008      | [ 3 ] [ 4 ] |
| Inter Mediolan  | Roberto Mancini     | Zwolniony                 | 29 maja 2008     | José Mourinho        | 2 czerwca 2008    | [ 5 ] [ 6 ] |
| Lecce           | Giuseppe Papadopulo | Nie przedłużono kontraktu | 23 czerwca 2008  | Mario Beretta        | 23 czerwca 2008   | [ 7 ]       |
| US Palermo      | Stefano Colantuono  | Zwolniony                 | 4 września 2008  | Davide Ballardini    | 4 września 2008   | [ 8 ]       |
| Bologna FC      | Daniele Arrigoni    | Zwolniony                 | 3 listopada 2008 | Siniša Mihajlović    | 3 listopada 2008  | [ 9 ]       |
| Chievo          | Giuseppe Iachini    | Zwolniony                 | 4 listopada 2008 | Domenico Di Carlo    | 4 listopada 2008  | [ 10 ]      |
| Torino FC       | Gianni De Biasi     | Zwolniony                 | 8 grudnia 2008   | Walter Novellino     | 8 grudnia 2008    | [ 11 ]      |
| Reggina         | Nevio Orlandi       | Zwolniony                 | 16 grudnia 2008  | Giuseppe Pillon      | 16 grudnia 2008   | [ 12 ]      |
| Reggina         | Giuseppe Pillon     | Zwolniony                 | 25 stycznia 2009 | Nevio Orlandi        | 25 stycznia 2009  | [ 13 ]      |
| SSC Napoli      | Edoardo Reja        | Zwolniony                 | 11 marca 2009    | Roberto Donadoni     | 11 marca 2009     | [ 14 ]      |
| Torino FC       | Walter Novellino    | Zwolniony                 | 24 marca 2009    | Giancarlo Camolese   | 24 marca 2009     | [ 15 ]      |
| Bologna FC      | Siniša Mihajlović   | Zwolniony                 | 14 kwietnia 2009 | Giuseppe Papadopulo  | 14 kwietnia 2009  | [ 16 ]      |
| Juventus F.C.   | Claudio Ranieri     | Zwolniony                 | 18 maja 2009     | Ciro Ferrara         | 18 maja 2009      | [ 17 ]      |

## Tabela
| Lp. | Drużyna            | M  | Z  | R  | P  | B+ | B– | +/– | Pkt | Kwalifikacja lub spadek                      |
| --- | ------------------ | -- | -- | -- | -- | -- | -- | --- | --- | -------------------------------------------- |
| 1   | Inter Mediolan (C) | 38 | 25 | 9  | 4  | 70 | 32 | +38 | 84  | Kwalifikacja do fazy grupowej Ligi Mistrzów  |
| 2   | Juventus           | 38 | 21 | 11 | 6  | 69 | 37 | +32 | 74  | Kwalifikacja do fazy grupowej Ligi Mistrzów  |
| 3   | Milan              | 38 | 22 | 8  | 8  | 70 | 35 | +35 | 74  | Kwalifikacja do fazy grupowej Ligi Mistrzów  |
| 4   | Fiorentina         | 38 | 21 | 5  | 12 | 53 | 38 | +15 | 68  | Kwalifikacja do rundy play-off Ligi Mistrzów |
| 5   | Genoa              | 38 | 19 | 11 | 8  | 56 | 39 | +17 | 68  | Kwalifikacja do rundy play-off Ligi Europy   |
| 6   | Roma               | 38 | 18 | 9  | 11 | 64 | 61 | +3  | 63  | Kwalifikacja do rundy III Ligi Europy        |
| 7   | Udinese            | 38 | 16 | 10 | 12 | 61 | 50 | +11 | 58  |                                              |
| 8   | Palermo            | 38 | 17 | 6  | 15 | 57 | 50 | +7  | 57  |                                              |
| 9   | Cagliari           | 38 | 15 | 8  | 15 | 49 | 50 | −1  | 53  |                                              |
| 10  | Lazio              | 38 | 15 | 5  | 18 | 46 | 55 | −9  | 50  | Kwalifikacja do rundy play-off Ligi Europy   |
| 11  | Atalanta           | 38 | 13 | 8  | 17 | 45 | 48 | −3  | 47  |                                              |
| 12  | Napoli             | 38 | 12 | 10 | 16 | 43 | 45 | −2  | 46  |                                              |
| 13  | Sampdoria          | 38 | 11 | 13 | 14 | 49 | 52 | −3  | 46  |                                              |
| 14  | Siena              | 38 | 12 | 8  | 18 | 33 | 44 | −11 | 44  |                                              |
| 15  | Catania            | 38 | 12 | 7  | 19 | 41 | 51 | −10 | 43  |                                              |
| 16  | Chievo Verona      | 38 | 8  | 14 | 16 | 35 | 49 | −14 | 38  |                                              |
| 17  | Bologna            | 38 | 9  | 10 | 19 | 43 | 62 | −19 | 37  |                                              |
| 18  | Torino (R)         | 38 | 8  | 10 | 20 | 37 | 61 | −24 | 34  | Spadek do Serie B                            |
| 19  | Reggina (R)        | 38 | 6  | 13 | 19 | 30 | 62 | −32 | 31  | Spadek do Serie B                            |
| 20  | Lecce (R)          | 38 | 5  | 15 | 18 | 37 | 67 | −30 | 30  | Spadek do Serie B                            |

1. 1 2  Juventus został sklasyfikowan wyżej dzięki liczbie punktów zdobytych w meczach bezpośrednich: Juventus 4–2 Milan, Milan 1–1 Juventus.
2. 1 2  Fiorentina została sklasyfikowana wyżej dzięki liczbie punktów zdobytych w meczach bezpośrednich: Fiorentina 1–0 Genoa, Genoa 3–3 Fiorentina.
3. 1 2  Lazio zakwalifikowało się do eliminacji Ligi Europy 2009/2010 dzięki zwycięstwu w Pucharze Włoch.
4. 1 2  Napoli zostało sklasyfikowane wyżej dzięki liczbie punktów zdobytych w meczach bezpośrednich: Napoli 2–0 Sampdoria, Sampdoria 2–2 Napoli.

## Wyniki
| Gospodarz \ Gość | ATA | BOL | CAG | CTN | CHV | FIO | GEN | INT | JUV | LAZ | LCE | MIL | NAP | PAL | REG | ROM | SAM | SIE | TOR | UDI |
| Atalanta         |     | 0:1 | 1:0 | 1:0 | 0:2 | 1:2 | 1:1 | 3:1 | 1:3 | 2:0 | 0:0 | 0:1 | 3:1 | 2:2 | 0:1 | 3:0 | 4:2 | 1:0 | 2:0 | 3:0 |
| Bologna          | 0:1 |     | 0:1 | 3:1 | 1:1 | 1:3 | 2:0 | 1:2 | 1:2 | 3:1 | 2:1 | 1:4 | 0:1 | 1:1 | 1:2 | 1:1 | 3:0 | 1:4 | 5:2 | 0:3 |
| Cagliari         | 0:1 | 5:1 |     | 1:0 | 2:0 | 1:0 | 0:1 | 2:1 | 0:1 | 1:4 | 2:0 | 0:0 | 2:0 | 1:0 | 1:1 | 2:2 | 1:0 | 1:0 | 0:0 | 2:0 |
| Catania          | 1:0 | 1:2 | 2:1 |     | 1:0 | 0:2 | 1:0 | 0:2 | 1:2 | 1:0 | 1:1 | 0:2 | 3:1 | 2:0 | 2:0 | 3:2 | 2:0 | 0:3 | 3:2 | 0:2 |
| Chievo Verona    | 1:1 | 0:0 | 1:1 | 1:1 |     | 0:2 | 0:1 | 2:2 | 0:2 | 1:2 | 1:1 | 0:1 | 2:1 | 1:0 | 2:1 | 0:1 | 1:1 | 0:2 | 1:1 | 1:2 |
| Fiorentina       | 2:1 | 1:0 | 2:1 | 2:0 | 2:1 |     | 1:0 | 0:0 | 1:1 | 1:0 | 1:2 | 0:2 | 2:1 | 0:2 | 3:0 | 4:1 | 1:0 | 1:0 | 1:0 | 4:2 |
| Genoa            | 1:1 | 1:1 | 2:1 | 1:1 | 2:2 | 3:3 |     | 0:2 | 3:2 | 0:1 | 4:1 | 2:0 | 3:2 | 1:0 | 4:0 | 3:1 | 3:1 | 1:0 | 3:0 | 2:0 |
| Inter Mediolan   | 4:3 | 2:1 | 1:1 | 2:1 | 4:2 | 2:0 | 0:0 |     | 1:0 | 2:0 | 1:0 | 2:1 | 2:1 | 2:2 | 3:0 | 3:3 | 1:0 | 3:0 | 1:1 | 1:0 |
| Juventus         | 2:2 | 4:1 | 2:3 | 1:1 | 3:3 | 1:0 | 4:1 | 1:1 |     | 2:0 | 2:2 | 4:2 | 1:0 | 1:2 | 4:0 | 2:0 | 1:1 | 1:0 | 1:0 | 1:0 |
| Lazio            | 0:1 | 2:0 | 1:4 | 1:0 | 0:3 | 3:0 | 1:1 | 0:3 | 1:1 |     | 1:1 | 0:3 | 0:1 | 1:0 | 1:0 | 4:2 | 2:0 | 3:0 | 1:1 | 1:3 |
| Lecce            | 2:2 | 0:0 | 2:0 | 2:1 | 2:0 | 1:1 | 0:2 | 0:3 | 1:2 | 0:2 |     | 1:1 | 1:1 | 1:1 | 0:0 | 0:3 | 1:3 | 1:1 | 3:3 | 2:2 |
| Milan            | 3:0 | 1:2 | 1:0 | 1:0 | 1:0 | 1:0 | 1:1 | 1:0 | 1:1 | 4:1 | 2:0 |     | 1:0 | 3:0 | 1:1 | 2:3 | 3:0 | 2:1 | 5:1 | 5:1 |
| Napoli           | 0:0 | 1:1 | 2:2 | 1:0 | 3:0 | 2:1 | 0:1 | 1:0 | 2:1 | 0:2 | 3:0 | 0:0 |     | 2:1 | 3:0 | 0:3 | 2:0 | 2:0 | 1:2 | 2:2 |
| Palermo          | 3:2 | 4:1 | 5:1 | 0:4 | 3:0 | 1:3 | 2:1 | 0:2 | 0:2 | 2:0 | 5:2 | 3:1 | 2:1 |     | 1:0 | 3:1 | 2:2 | 2:0 | 1:0 | 3:2 |
| Reggina          | 3:1 | 2:2 | 2:1 | 1:1 | 0:1 | 1:1 | 0:1 | 2:3 | 2:2 | 2:3 | 2:0 | 1:2 | 1:1 | 0:0 |     | 2:2 | 0:2 | 1:1 | 1:1 | 0:2 |
| Roma             | 2:0 | 2:1 | 3:2 | 4:3 | 0:0 | 1:0 | 3:0 | 0:4 | 1:4 | 1:0 | 3:2 | 2:2 | 1:1 | 2:1 | 3:0 |     | 2:0 | 1:0 | 3:2 | 1:1 |
| Sampdoria        | 1:0 | 2:0 | 3:3 | 3:0 | 1:1 | 0:1 | 0:1 | 1:1 | 0:0 | 3:1 | 3:2 | 2:1 | 2:2 | 0:2 | 5:0 | 2:2 |     | 2:2 | 1:0 | 2:2 |
| Siena            | 1:0 | 1:1 | 2:0 | 1:1 | 0:2 | 1:0 | 0:0 | 1:2 | 0:3 | 2:0 | 1:2 | 1:5 | 2:1 | 1:0 | 1:0 | 1:0 | 0:0 |     | 1:0 | 1:1 |
| Torino           | 2:1 | 1:1 | 0:1 | 2:1 | 1:1 | 1:4 | 2:3 | 1:3 | 0:1 | 1:3 | 3:0 | 2:2 | 1:0 | 1:0 | 0:0 | 0:1 | 1:3 | 1:0 |     | 1:0 |
| Udinese          | 3:0 | 1:0 | 6:2 | 1:1 | 0:1 | 3:1 | 2:2 | 0:1 | 2:1 | 3:3 | 2:0 | 2:1 | 0:0 | 3:1 | 0:1 | 3:1 | 1:1 | 2:1 | 2:0 |     |

Aktualne na 31 maja 2009. Źródło: lega-calcio.it (wł.)
Objaśnienia:
1Drużyna gospodarzy jest wymieniona po lewej stronie tabeli.
Kolory: zielony – zwycięstwo gospodarzy, żółty – remis, różowy – zwycięstwo gości.

## Najlepsi strzelcy
| Bramki | Strzelcy             | Drużyna        |
| ------ | -------------------- | -------------- |
| 25 (2) | Zlatan Ibrahimović   | Inter Mediolan |
| 24 (6) | Marco Di Vaio        | Bologna        |
| 24 (7) | Diego Milito         | Genoa          |
| 19     | Alberto Gilardino    | Fiorentina     |
| 16 (7) | Kaká                 | Milan          |
| 15     | Alexandre Pato       | Milan          |
| 14 (1) | Edinson Cavani       | Palermo        |
| 14 (3) | Fabrizio Miccoli     | Palermo        |
| 14 (4) | Robert Acquafresca   | Cagliari       |
| 13     | Filippo Inzaghi      | Milan          |
| 13 (1) | Sergio Pellissier    | Chievo Verona  |
| 13 (1) | Fabio Quagliarella   | Udinese        |
| 13 (2) | Adrian Mutu          | Fiorentina     |
| 13 (2) | Mauro Zárate         | Lazio          |
| 13 (4) | Alessandro Del Piero | Juventus       |
| 13 (5) | Francesco Totti      | Roma           |

## Skład mistrzów
| Zwycięzca Serie A 2008/2009 |
| --------------------------- |
| Inter Mediolan 17 Tytuł     |

| formacja | Piłkarz (liczba meczów) |
| --- | ----------------------- |
| Júlio César Maicon Córdoba Chivu Maxwell Zanetti Cambiasso Muntari Stanković Ibrahimović Balotelli | Júlio César (36)        |
| Júlio César Maicon Córdoba Chivu Maxwell Zanetti Cambiasso Muntari Stanković Ibrahimović Balotelli | Maicon (29)             |
| Júlio César Maicon Córdoba Chivu Maxwell Zanetti Cambiasso Muntari Stanković Ibrahimović Balotelli | Iván Córdoba (28)       |
| Júlio César Maicon Córdoba Chivu Maxwell Zanetti Cambiasso Muntari Stanković Ibrahimović Balotelli | Cristian Chivu (21)     |
| Júlio César Maicon Córdoba Chivu Maxwell Zanetti Cambiasso Muntari Stanković Ibrahimović Balotelli | Maxwell (25)            |
| Júlio César Maicon Córdoba Chivu Maxwell Zanetti Cambiasso Muntari Stanković Ibrahimović Balotelli | Javier Zanetti (38)     |
| Júlio César Maicon Córdoba Chivu Maxwell Zanetti Cambiasso Muntari Stanković Ibrahimović Balotelli | Esteban Cambiasso (35)  |
| Júlio César Maicon Córdoba Chivu Maxwell Zanetti Cambiasso Muntari Stanković Ibrahimović Balotelli | Sulley Muntari (27)     |
| Júlio César Maicon Córdoba Chivu Maxwell Zanetti Cambiasso Muntari Stanković Ibrahimović Balotelli | Dejan Stanković (31)    |
| Júlio César Maicon Córdoba Chivu Maxwell Zanetti Cambiasso Muntari Stanković Ibrahimović Balotelli | Zlatan Ibrahimović (35) |
| Júlio César Maicon Córdoba Chivu Maxwell Zanetti Cambiasso Muntari Stanković Ibrahimović Balotelli | Mario Balotelli (22)    |
| Júlio César Maicon Córdoba Chivu Maxwell Zanetti Cambiasso Muntari Stanković Ibrahimović Balotelli | Trener: José Mourinho   |
| Pozostałe piłkarze: Luís Figo (22), Nicolás Burdisso (21), Mancini (20), Patrick Vieira (19), Julio Cruz (17), Walter Samuel (17), Davide Santon (16), Hernán Crespo (14), Ricardo Quaresma (13), Adriano (12), Victor Obinna (9), Marco Materazzi (8), Luis Jiménez (6), Nelson Rivas (5), Francesco Toldo (3), Francesco Bolzoni (1), Olivier Dacourt (1), Paolo Orlandoni (1). |                         |